# Doomsday Blue
Singles de Bambie Thug
Last Summer (I Know What You Did)
(2023)
Chansons représentant l'Irlande au Concours Eurovision de la chanson
We are one de Wild Youth
(2023)
Doomsday Blue est une chanson de la chanteuse et auteure-compositrice-interprète irlandaise Bambie Thug. Elle a été sélectionnée pour représenter l'Irlande au Concours Eurovision de la chanson 2024.

## Contexte et composition
La chanson a été  composée par Bambie Thug, Olivia Cassy Brooking, Sam Matlock et Tyler Ryder. Elle parle de la réalité d'un chagrin d'amour, de la déception et de la douleur d'un amour non partagé. Le groupe de compositeurs la décrit comme « explosive » et « percutante » tout en étant  « douce » et « pleine d'âme ». Dans une interview accordée à ESCBubble, ils ont déclaré que la chanson avait été écrite à l'origine à Wembley et qu'en écrivant la chanson avec Ryder, ils avaient l'intention d'inclure autant de genres différents que possible, décrivant la chanson comme « défiant les genres ».
Ils ont décrit la composition de la chanson comme un mélange de rock alternatif, de pop et de jazz et ont également décrit la chanson comme un « breakdown électro-métallique »qui montre leur style musical et leur performance, y compris l'utilisation d'une variété de genres et le fait de "changer les choses" à la fin de la chanson. Lors de leur candidature à Eurosong, ils ont envisagé plusieurs chansons, mais ont décidé que « Doomsday Blue était celle qui convenait le mieux à l'Eurovision et au public irlandais.

## Eurosong 2024
L'Eurosong 2024 est le format de sélection nationale développé par RTÉ afin de sélectionner l'artiste qui représentera l'Irlande au Concours Eurovision de la chanson 2024. Elle s'est tenue le 26 janvier 2024, une fois de plus lors d'une édition spéciale de The Late Late Show, diffusée sur RTÉ One et RTÉ Player et animée par Patrick Kielty. C'est la troisième année consécutive que la RTÉ utilise Eurosong comme processus de sélection.
La période de soumission au cours de laquelle les artistes et les compositeurs pouvaient soumettre leurs œuvres pour le concours a ouvert le 15 juin 2023 et elle devrait prendre fin le 29 septembre 2023, mais la date limite a été prolongée jusqu'au 20 octobre 2023. Lors de la clôture de cette période de soumission, le chef de délégation Michael Kealy a révélé qu'environ 378 œuvres avaient été reçues.
Les candidats ont été sélectionnés par un jury composé de membres nommés par RTÉ parmi des professionnels de l'industrie musicale et des fans de l'Eurovision et présidé par Kealy, à la fois parmi les candidatures reçues et sur invitation directe d'artistes établis. Le 11 janvier 2024, la liste des participants a été révélée et Bambie Thug faisait partie des six participants en compétition.
Lors de la finale d'Eurosong 2024 le 26 janvier 2024, la chanteuse Bambie Thug interprète Doomsday Blue en deuxième position et au terme de la soirée, il est annoncé qu'elle remporte l'Eurosong 2024  avec 34 points  et qu'elle est donc sélectionnée pour représenter  l'Irlande au Concours Eurovision de la chanson 2024 à Malmö.